# الجمعية التأسيسية الروسية
جمعية كل الروسيين التأسيسية (بالروسية: Всероссийское Учредительное собрание) هيئة دستورية انعقدت في روسيا بعد ثورة أكتوبر عام 1917. معترف بها عموماً على أنها كانت أول هيئة تشريعية منتخبة ديمقراطياً من أي نوع في التاريخ الروسي. اجتمعت لمدة 13 ساعة، من 16:00 حتى 5:00 يومي 18-19 يناير 1918، وعندها حُلت من قبل حكومة الاشتراكيين الثوريين اليسارية البلشفي الائتلافية.